# 1401
1401 (MCDI) var ett normalår som började en lördag i den julianska kalendern.

## Händelser

### Okänt datum
- Erik av Pommern rider sin eriksgata.
- Drottning Margareta utfärdar en förordning med vilken hon, i enlighet med Nyköpings recess, kan återta gods från frälsestånden.
- En person uppträder i Danzig, och hävdar att han är kung Olof och blivit förkastad av sin mor och kräver rätten till tronen i de nordiska rikena.

## Födda
- 27 oktober – Katarina av Valois, drottning av England 1420–1422 (gift med Henrik V)
- Masaccio, italiensk konstnär
- Francesco I Sforza, hertig av Milano 1450-1466
- Nicolaus Cusanus, tysk teolog, filosof och matematiker

## Avlidna
- 25 maj – Maria av Sicilien, drottning av Sicilien och hertiginna av Aten.
- Klaus Störtebeker, ledare för Vitaliebröderna.
- Anabella Drummond, drottning av Skottland sedan 1390 (gift med Robert III)